# قازمالار (قاخ)
قازمالار (به لاتین: Qazmalar) یک منطقه مسکونی در جمهوری آذربایجان است که در شهرستان قاخ واقع شده‌است. قازمالار ۲۶۴ نفر جمعیت دارد.